# Pseudogobio esocinus
Pseudogobio esocinus är en fiskart som först beskrevs av Temminck och Schlegel, 1846.  Pseudogobio esocinus ingår i släktet Pseudogobio och familjen karpfiskar. Inga underarter finns listade i Catalogue of Life.